# São Miguel das Missões
São Miguel das Missões este un oraș în Rio Grande do Sul (RS), Brazilia.

## Istoric
Nucleul așezării este biserica misiunii iezuite San Miguel Arcángel, întemeiată în anul 1632. Ruinele acesteia au fost trecute în anul 1984 pe lista UNESCO a patrimoniului universal.